# 玛丽-路易丝·德雷格尔
玛丽-路易丝·德雷格尔（德語：Marie-Louise Dräger，1981年4月11日—），德国女子赛艇运动员。她曾代表德国参加世界赛艇锦标赛，获得五枚金牌和一枚铜牌。她也曾参加2008年、2012年和2016年夏季奥运会。